# Olympische Winterspiele 1964/Teilnehmer (Frankreich)
| Gelbes Symbol für Goldmedaillen mit stilisierten Olympischen Ringen | Graues Symbol für Silbermedaillen mit stilisierten Olympischen Ringen | Braundes Symbol für Bronzemedaillen mit stilisierten Olympischen Ringen |
| ------------------------------------------------------------------- | --------------------------------------------------------------------- | ----------------------------------------------------------------------- |
| 3                                                                   | 4                                                                     | —                                                                       |

Frankreich nahm an den IX. Olympischen Winterspielen 1964 im österreichischen Innsbruck mit einer Delegation von 24 Athleten in fünf Disziplinen teil, davon 15 Männer und 9 Frauen. Mit drei Gold- und vier Silbermedaillen war Frankreich die fünftfolgreichste Nation bei den Spielen. Bis auf eine Silbermedaille wurden alle Medaillen beim Ski Alpin gewonnen.
Fahnenträger bei der Eröffnungsfeier war der Eiskunstläufer Alain Calmat.

## Teilnehmer nach Sportarten

### Biathlon
- Paul Romand
20 km Einzel: 32. Platz (1:38:51,2 h)

### Eiskunstlauf
Männer
- Alain Calmat
Silber  (1876,5)

- Robert Dureville
17. Platz (1660,0)

- Philippe Pélissier
23. Platz (1573,8)

Frauen
- Geneviève Burdel
29. Platz (1542,0)

- Nicole Hassler
4. Platz (1887,7)

### Eisschnelllauf
Männer
- Raymond Fonvieille
500 m: 10. Platz (41,4 s)
1500 m: 43. Platz (2:22,6 min)

- André Kouprianoff
500 m: 26. Platz (42,5 s)
1500 m: 22. Platz (2:15,8 min)
10.000 m: 27. Platz (17:17,4 min)

Frauen
- Françoise Lucas
500 m: 18. Platz (48,9 s)
1000 m: 19. Platz (1:41,3 min)
1500 m: 22. Platz (2:36,4 min)

### Ski Alpin
Männer
- Michel Arpin
Slalom: 4. Platz (2:12,91 min)

- François Bonlieu
Abfahrt: 15. Platz (2:21,71 min)
Riesenslalom: Gold  (1:46,71 min)
Slalom: im Finale disqualifiziert

- Jean-Claude Killy
Abfahrt: 42. Platz (2:32,96 min)
Riesenslalom: 5. Platz (1:48,92 min)
Slalom: im Finale disqualifiziert

- Léo Lacroix
Abfahrt: Silber  (2:18,90 min)
Riesenslalom: 11. Platz (1:51,26 min)

- Guy Périllat
Abfahrt: 6. Platz (2:19,79 min)
Riesenslalom: 10. Platz (1:50,75 min)
Slalom: 12. Platz (2:16,33 min)

Frauen
- Madeleine Bochatay
Abfahrt: 6. Platz (1:59,11 min)
Riesenslalom: Rennen nicht beendet

- Annie Famose
Abfahrt: 9. Platz (1:59,86 min)
Riesenslalom: 5. Platz (1:53,89 min)
Slalom: im Vorlauf disqualifiziert

- Christine Goitschel
Riesenslalom: Silber  (1:53,11 min)
Slalom: Gold  (1:29,86 min)

- Marielle Goitschel
Abfahrt: 10. Platz (2:00,77 min)
Riesenslalom: Gold  (1:52,24 min)
Slalom: Silber  (1:30,77 min)

- Cécile Prince
Slalom: im Vorlauf disqualifiziert

- Christine Terraillon
Abfahrt: 8. Platz (1:59,66 min)

### Skilanglauf
Männer
- Victor Arbez
15 km: 20. Platz (54:04,0 min)
30 km: 20. Platz (1:36:50,5 h)
4 × 10 km Staffel: 6. Platz (2:26:31,4 h)

- Claude Legrand
15 km: 37. Platz (56:05,8 min)
30 km: 25. Platz (1:38:40,5 h)

- Félix Mathieu
15 km: 19. Platz (54:02,2 min)
30 km: 23. Platz (1:38:24,5 h)
4 × 10 km Staffel: 6. Platz (2:26:31,4 h)

- Roger Pires
15 km: 23. Platz (54:38,5 min)
30 km: 21. Platz (1:37:45,5 h)
4 × 10 km Staffel: 6. Platz (2:26:31,4 h)

- Paul Romand
4 × 10 km Staffel: 6. Platz (2:26:31,4 h)